# Rozanits Tibor
Rozanits Tibor (Szombathely, 1931. szeptember 2. –) magyar grafikus- és festőművész, egyetemi tanár.

## Életpályája
1953–1958 között a Magyar Képzőművészeti Főiskola hallgatója volt, ahol Bencze László és Koffán Károly oktatta. 1957 óta Érden él. 1957–1997 között a Magyar Képzőművészeti Főiskola oktatója volt. 1959 óta kiállító művész. 1958 óta a Magyar Alkotóművészek Országos Egyesülete (MAOE) tagja. 1988–1994 között egyetemi tanár volt. 1995-ben nyugdíjba vonult.

### Munkássága
A sokszorosító grafika területén dolgozott; rézkarcokat, litográfiákat készített. Festészettel és szobrászattal is foglalkozott. Rendszeres résztvevője volt a grafikai műhely hazai és külföldi rendezvényeinek, a nemzetközi biennáléknak. Művészetének legfontosabb tulajdonsága a mozgás megragadása és egyéni eszközökkle való visszaadása. Vonalkultúrájának sodró ereje nemcsak saját lelkiállapotáról, de korunk nyugtalanságáról is hitelesen tudósított. Szerette a kombinált technológiákat, a kifejezés speciális formáit.

## Családja
Szülei Rozanits Károly és Paár Valéria voltak. Felesége, Leimeiszter Margit.

## Díjai
- a miskolci grafikai biennálé díja
- a carpi magasnyomású biennálé díja
- Munkácsy Mihály-díj (1975)[4]